# Кавињак
Кавињак (фр. Cavignac) насеље је и општина у југозападној Француској у региону Аквитанија, у департману Жиронда која припада префектури Бле.
По подацима из 2011. године у општини је живело 1697 становника, а густина насељености је износила 255,96 становника/km². Општина се простире на површини од 6,63 km². Налази се на средњој надморској висини од 46 метара (максималној 77 m, а минималној 22 m).

## Демографија
| 1962. | 1968. | 1975. | 1982. | 1990. | 1999. | 2011. |
| ----- | ----- | ----- | ----- | ----- | ----- | ----- |
| 1.050 | 1.059 | 1.244 | 1.260 | 1.135 | 1.190 | 1.697 |

График промене броја становника у току последњих година